# 황금사과

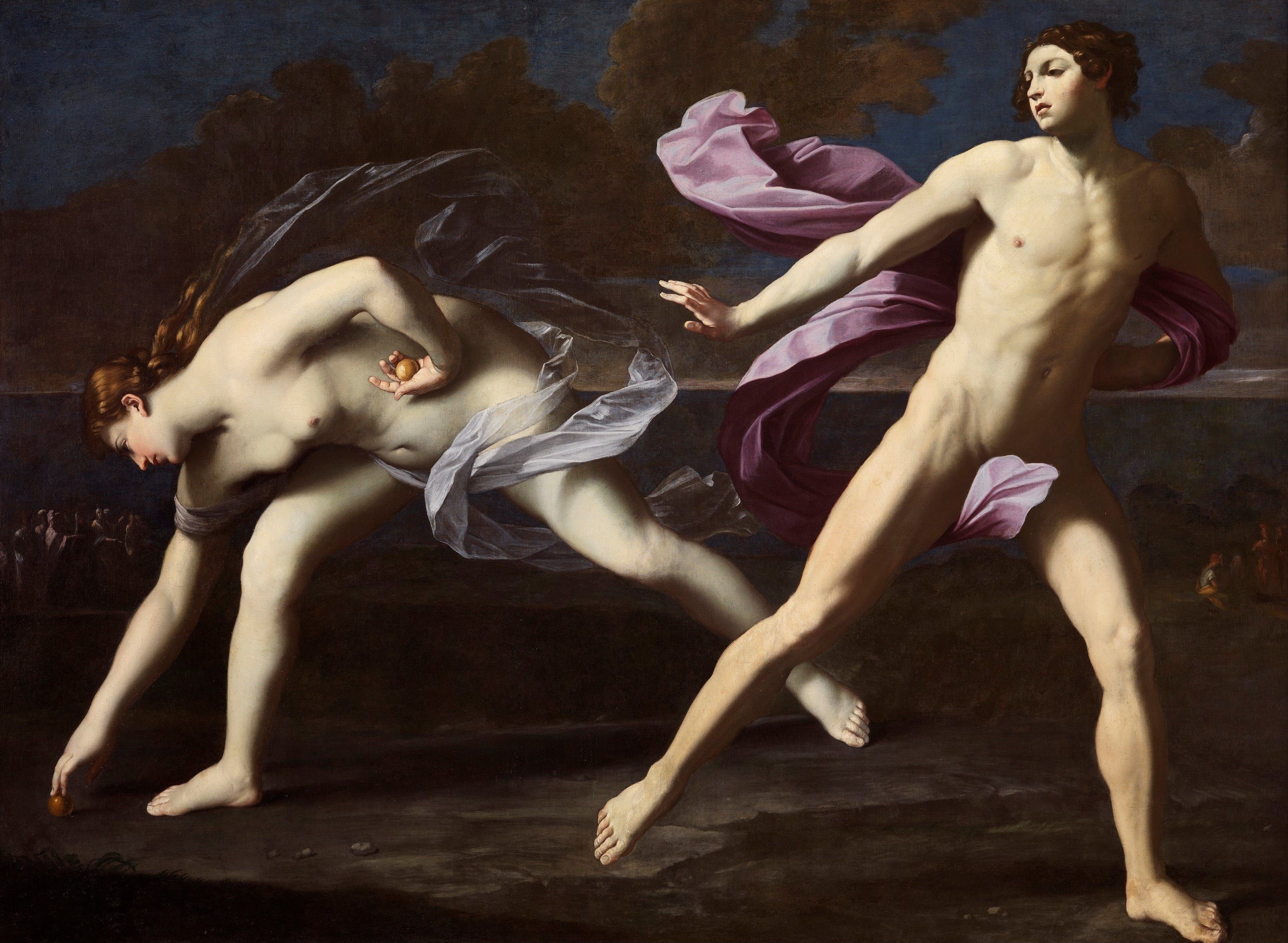

황금사과는 여러 민속, 동화, 신화에 나오는 사과이다.

## 북유럽 신화
북유럽 신화에서 황금 사과는 신의 불로불사의 원천이 된다.

## 같이 보기
- 에덴 동산